# Xã Farrington, Quận Jefferson, Illinois
Xã Farrington (tiếng Anh: Farrington Township) là một xã thuộc quận Jefferson, tiểu bang Illinois, Hoa Kỳ. Năm 2010, dân số của xã này là 567 người.